# Whitewater (Guyana)
Whitewater (Warau: Ho Ko; soms White Water) is een inheems dorp in de Barima-Waini regio van Guyana. Het ligt aan de grens met Venezuela en wordt bewoond door Warau.

## Geschiedenis
Whitewater werd in 1966 gesticht door vier families. Het is snel gegroeid en telde 1.220 inwoners tijdens de 2012 census. Whitewater is vernoemd naar de kreek die door het dorp loopt. Het heeft seven satellietdorpen waaronder Blackwater.
Sinds de jaren 2010, heeft Whitewater te kampen met een vluchtelingencrisis die wordt veroorzaakt door de politieke instabiliteit in Venezuela. In 2018 luidde het samen met buurdorp Kamwatta de noodklok, omdat ze de stroom vluchtelingen niet meer aankonden. Criminele organisaties maakten gebruik van het machtsvacuüm en penetreerden het grensgebied. Sinds februari 2018 is er een legerpost van de Guyana Defence Force geïnstalleerd in het dorp om de grens te beschermen.
In maart 2021 werd een monument ter ere van de presidenten Cheddi en Janet Jagan onthuld in het dorp.

## Overzicht
De economie is gebaseerd op zelfvoorzieningslandbouw, vissen, en jagen. Whitewater heeft een basisschool, maar de middelbare school bevindt zich in Mabaruma waar een schoolbus ze naar toebrengt. Er is bronwater. In mei 2021 werd aangekondigd dat het dorp elektriciteit zou krijgen. Whitewater heeft een traditioneel dorpsbestuur. In 2021 was Ernst Samuel de Toshao (dorpshoofd).
Jonestown* · Mabaruma · Matthews Ridge · Port Kaituma · Santa Rosa · Whitewater